# Дачия
„Дачия“ (на румънски: Dacia) е марка румънски автомобили и едноименна румънска компания от групата Renault.

## История
Води историята си от 1966 г., когато френският автомобилен концерн „Рено“ започва строителството на завода в Colabasi (сега Миовени), близо до Питещ. През 1968 г. започва производството на първите Дачии, модификация 1100 (Рено 8) и 1100S (с по-мощен двигател за нуждите на полицията и за състезания).
За парада по повод 23 август 1969 г. е представена едновременно в Букурещ и Париж легендарната Дачия 1300, чиято модификация 1301 SuperLux се използва от комунистическата номенклатура, снабдена с радио, 2 ветроустойчиви странични огледала и други. След това идват моделите 1300 Break и S (линейка).
През 1978 г. лицензът на „Рено“ изтича и румънската 1310 изцяло слиза от конвейера година по-късно. Тя е фейслифт на 1300 и се откроява с нови модерни дизайнерски решения като кръгли предни фарове, по-големи задни стопове, както и обновен интериор. Във Великобритания се появява базираният на него модел Дачия Денем, който е доста по-модерен от предназначения за соцпазара „1310“, но въпреки че разполага с петстепенна механична скоростна кутия, лети джанти и електрически стъкла, не успява да впечатли клиентите на Острова, които предпочитат далеч по-надеждните японски, корейски и малайзийски марки. Продажбите са силно ограничени и днес няма данни за запазени екземпляри, а „Аро 10“, известен като „Дачия Дъстър“, както и пикап-версията се продават до 1990 г.
Освен изброените модификации през 1979 година в Брашов се появява спортно купе на базата на „1310“.

## Галерия
- Дачия 1300
- Дачия Докер
- Дачия Докер Ван
- Дачия Дъстер
- Дачия Лоджи
- Дачия Логан 1 генерация
- Дачия Логан 2 генерация
- Дачия Сандеро 1 генерация
- Дачия Сандеро 2 генерация